# Henry Austin Dobson
Henry Austin Dobson, spesso indicato semplicemente come Austin Dobson (Plymouth, 18 gennaio 1840 – Ealing, 2 settembre 1921), è stato un poeta britannico.
Fu eccellente la sua attività di biografo, tra gli altri, di Henry Fielding, Thomas Bewick, Oliver Goldsmith, Samuel Richardson e Fanny Burney.
A tale attività accompagnò una graziosa versificazione, esemplificata dalla raccolta Nel segno della lira (1885).